# (12704) Tupolev
(12704) Tupolev (1990 SL28) – planetoida z pasa głównego asteroid okrążająca Słońce w ciągu 4,3 lat w średniej odległości 2,64 j.a. Odkryta 24 września 1990 roku.